# Provincia di Bujumbura Mairie
La provincia di Bujumbura Mairie è una delle 18 province del Burundi con 1 092 859 abitanti (censimento 2019).
Il capoluogo è la città di Bujumbura, capitale del paese; la regione circostante appartiene alla provincia di Bujumbura Rurale. Il suo codice HASC è BI.BM.

## Geografia antropica

### Suddivisioni amministrative
La provincia è costituita dai seguenti comuni urbani:
- Bujumbura
- Buyenzi
- Bwiza
- Ngagara
- Nyakabiga
- Musaga
- Cibitoke
- Kamenge
- Kinama
- Rohero